# FIMO

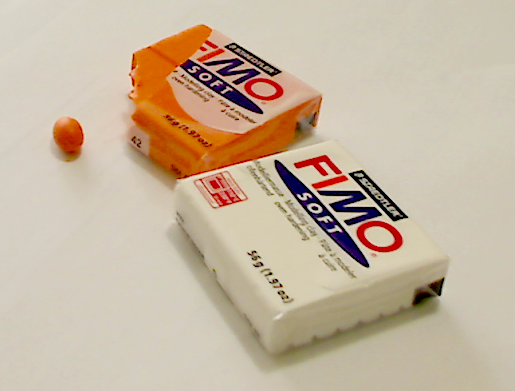
Bloky Fima

FIMO je značka polymerové hmoty sloužící k tvorbě šperků či dekorativních nebo uměleckých předmětů. Přestože se ke stejnému účelu využívají polymerové hmoty i jiných značek, často se používá název Fimo pro polymerové hmoty obecně. Fimo vynalezla v roce 1939 německá výrobkyně panenek Käthe Kruse a vyrábí je firma Staedtler.
Hmota vypadá jako plastelína a prodává se v mnoha odstínech. Po zpracování se peče v troubě a následně brousí a leští.